# Гімн Албанії
Гімн Прапору (алб. Hymni i Flamurit) — гімн Албанії. Текст написав македонсько-румунський поет Александер Асдрені.
Вперше був опублікований як вірш Свободу Албанії (Liri e Shqipërisë) у 1912 році в Софії. Музику написав румунський композитор Чіпріан Порумбеску, спершу для пісні «Pe-al nostru steag e scris Unire».

## Текст
| Албанською Rreth flamurit të përbashkuar, Me një dëshirë dhe një qëllim, Të gjithë atje duke u betuar, Të lidhim besën për shpëtim. Prej lufte veç ai largohet, Që është lindur tradhëtor, Kush është burrë nuk frikohet, Po vdes, po vdes si një dëshmor. Në dorë armët do t'i mbajmë, Të mbrojmë Atdheun në çdo kënd, Të drejtat tona ne s'i ndajmë, Këtu armiqtë s'kanë vend. Se Zoti vet e tha me gojë, Që kombet shuhen përmbi dhé, Po Shqipëria do të rrojë, Për të, për të luftojmë ne. | Українською Об'єднаємося всі навколо стягу З одним бажанням і метою однією. Заставою послужить наше слово честі У нашій боротьбі за свободу. Лише зрадником рождений, Відречеться боротьби. Бо злякатись може кожний, Але мученик встане і піде! Тримаючи зброю в наших руках, Захистимо Батьківщину свою, Права здаватись у нас немає, Нашим ворогам не місце тут! Сам Господь сказав, Що націй на Землі не буде, Але Албанія буде жить, За неї, за Албанію ведемо ми війну! |